# 李虎 (乒乓球运动员)
李虎（1986年—），新加坡男子乒乓球运动员，原籍中华人民共和国湖北沙市。

## 生涯
李虎于1992年进入沙市市少年儿童体育学校，1997年进入湖北省乒乓球队集训，2002年入选中国国家队，2010年转投新加坡国家队。2012年和2013年，李虎与高宁合作连续两届夺得国际乒联职业巡回赛总决赛男双冠军。